# Santa Maria Valverde (Palermo)

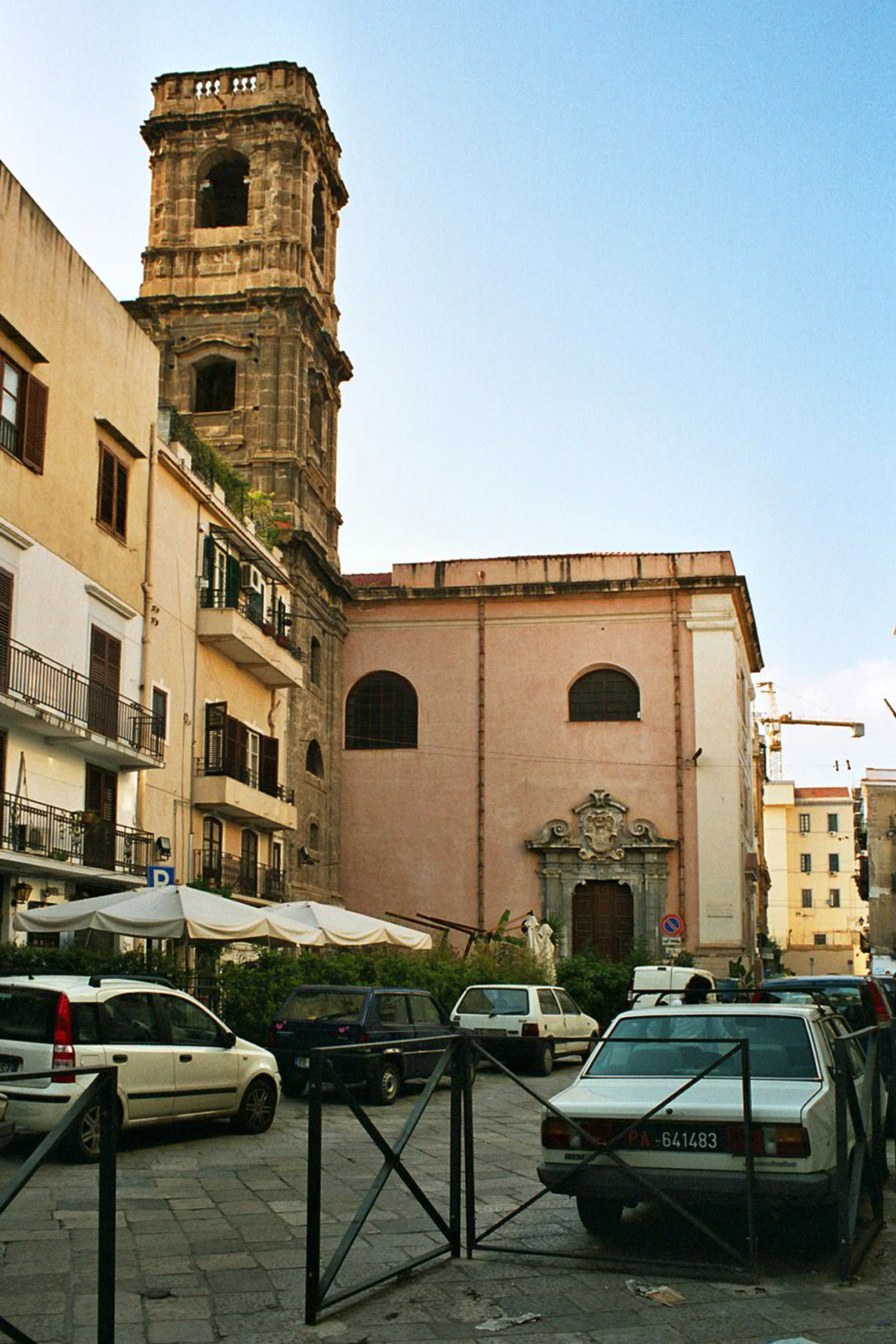
Santa Maria in Valverde, 2007

Santa Maria Valverde ist eine Kirche des Barock in Palermo.
Im 12. Jahrhundert wurde in Nähe des alten Hafens ein Karmeliterkloster gegründet. 1315 wechselte es zu den Augustinern und schließlich im 16. Jahrhundert wieder zu den Karmelitern. Die Klostergebäude sind heute nicht mehr vorhanden. Die am Largo Cavalieri di Malta gelegene ehemalige Klosterkirche wurde 1514 errichtet. Der Glockenturm stammt aus dem 18. Jahrhundert. Die ungewöhnlich prächtige Innendekoration der einschiffigen Kirche aus Marmor und Stuck entwarf 1633 Mariano Smiriglio. Zwischen gedrehten Marmorsäulen und farbigen Mosaiken sind in üppiger Vielfalt in Stuck gearbeitete allegorische Figuren, Heilige, Putten, Tiere und Pflanzenornamente angebracht. Die im 18. Jahrhundert hinzugefügten Figuren wurden von Paolo Amato entworfen und von Andrea Palma fertiggestellt. Die Fresken stammen von Antonio Grano.